# Joe Mafela
Joe „Sdumo“ Mafela (* 1942 in Sibasa, Transvaal; † 18. März 2017 in Johannesburg) war ein südafrikanischer Schauspieler, Autor, Filmproduzent, Filmregisseur, Sänger und Unternehmer.

## Leben
Joe Mafela wurde 1942 in Sibasa, Transvaal, Südafrika, geboren und wuchs in Kliptown und White City Jabavu in Soweto auf. Seine Familie blieb bis 1990 im Tshiawelo Township, einer Gegend, die unter der Apartheid für Venda eingerichtet wurde. Er fing mit 22 Jahren an, in Filmen zu spielen. Seine erste Rolle war als Journalist im Spielfilm Real News. Er wurde Mitglied des südafrikanischen Filmstudios SA Films und arbeitete in den folgenden 20 Jahren als Filmproduzent, Filmregisseur sowie als Schauspieler. Er war Vertreter der Mehrvölkertanzgruppen Mzumba, Sangoma, und Gold Reef Dancers, die in Filmen und auf der Bühne in vier Kontinenten auftraten. 1975 stellte Mafela Peter Pleasure dar, eine der Hauptrollen in U’Deliwe, der erste südafrikanische Spielfilm mit ausschließlich schwarzer Rollenbesetzung. Er arbeitete mit Peter R. Hunt – dem Regisseur des James-Bond-Films Im Geheimdienst Ihrer Majestät – zusammen an dem Spielfilm Brüll den Teufel an.
Seit dem Anfang des südafrikanischen Fernsehens 1976 arbeitete Mafela fast ununterbrochen in diesem Medium. 1986 wurde er in der isiZulusprachigen Serienkomödie Sgudi ’Snaysi (Verballhornung von „Is good, is nice“) in der Rolle des arbeitslosen Untermieters S’dumo besetzt. Der Erfolg von Sgudi ’Snaysi mit 78 Folgen auf SABC führte dazu, dass er weitere Serienrollen bekam, wovon viele von Mafelas eigener Filmgesellschaft, Penguin Films, produziert wurden. Mafela wurde später auch in der Werbeindustrie als Creative Director für Black Communications (Werbung mit schwarzen Zielgruppen) bei der Agentur BBDO Südafrika und seit 1992 als Vorstandsmitglied von Sharrer Advertising in Johannesburg tätig.
Mafela entwarf und spielte die Hauptrolle in den frühen Chicken Licken Werbespots und schrieb 1986 den Jingle des Unternehmens („It’s Good, Good, Good, It’s Good It’s Nice“).
1996 veröffentlichte Gallo Records das Musikalbum Shebeleza Fela, worauf sich der Schlager Shebeleza (Congo Mama) befand. Der Song war ein großer Erfolg und wurde Titelsong der Fußball-Afrikameisterschaft 1996. Seitdem veröffentlichte Mafela mehrere Musikalben auf isiZulu.
Mafela wurde „das Gesicht der südafrikanischen Unterhaltung“ genannt sowie auch „Südafrikas Bill Cosby“. Noch 2011 spielte er die Hauptrolle im Thriller Retribution. Trotzdem beklagte Mafela 2012, dass es immer schwieriger werde, Rollen zu bekommen, und dass ihm gesagt wurde, dass er „alt und kalt“ geworden sei.

### Tod
Am 18. März 2017 starb er bei einem Zusammenstoß zweier Autos im Norden von Johannesburg. Er hinterließ seine Frau und vier Kinder
und wurde auf dem West Park Cemetery in Johannesburg beerdigt.

## Auszeichnungen
Mafela wurde 2004 mit einem speziellen Duku Duku Award für seine Dienste der südafrikanische Filmindustrie gegenüber ausgezeichnet. 2005 bekam er den Theatre Management of South Africa Lifetime Achievement Award.

## Filmografie (Auswahl)
- 1964: Zulu
- 1971: Tokoloshe
- 1976: Brüll den Teufel an (Shout at the Devil)
- 1975: U’Deliwe
- 1976: Fluchtpunkt Angola (Escape from Angola)
- 1979: Spiel der Geier (A Game for Vultures)
- 1984: Stoney: The One and Only
- 1986–1992: Sgudi ’Snaysi (Fernsehserie, 78 Episoden)
- 1988: Freedom Fighters – Söldner für die Freiheit (Mercenary Fighters)
- 1989: Red Scorpion
- 1993: Khululeka (Fernsehfilm)
- 1998: Going Up! (Fernsehserie, eine Episode)
- 2000: Madam and Eve (Fernsehserie, eine Episode)
- 2004: Fela’s TV (Fernsehserie)
- 2011: Retribution

## Diskografie
- Shebeleza Felas (1995)
- The Fort E No. 4 (2007)[12]
- Greatest Moments (2015)[13]